# Gemini Man (film)
Gemini Man is een Amerikaanse sciencefictionthriller uit 2019 onder regie van Ang Lee. De hoofdrollen worden vertolkt door Will Smith, Mary Elizabeth Winstead, Clive Owen en Benedict Wong.

## Verhaal
Henry Brogan is een succesvolle sluipschutter die in dienst van de overheid gevaarlijke doelwitten uitschakelt, maar die na een mislukte opdracht besluit om een punt achter zijn carrière te zetten. Zijn baas, Clay Varris, stuurt vervolgens Junior, een 23-jarige kloon van Brogan, op pad om hem te vermoorden en zijn plaats in te nemen. Brogan probeert met de hulp van zijn collega Danny en vriend Baron de plannen van Varris te dwarsbomen.

## Rolverdeling
| Acteur                  | Personage             |
| ----------------------- | --------------------- |
| Will Smith              | Henry Brogan / Junior |
| Mary Elizabeth Winstead | Danny Zakarweski      |
| Clive Owen              | Clayton "Clay" Varris |
| Benedict Wong           | Baron                 |
| Linda Emond             | Janet Lassiter        |
| Theodora Miranne        | Kitty                 |
| Doug Smith              | Jack Willis           |

## Productie

### Ontwikkeling
Het eerste script van Gemini Man werd bedacht en geschreven door Darren Lemke, die het in 1997 aan Disney verkocht. De studio hoopte het aanvankelijk te verfilmen met Tony Scott en Don Murphy als respectievelijk regisseur en producent van het project. Hoewel het concept van Gemini Man, een huurmoordenaar die het tegen een 25 jaar jongere jongere kloon opneemt, erg in de smaak viel bij Disney kwam het project nooit van de grond. Onder meer om technologische redenen kreeg het project de reputatie onverfilmbaar te zijn. Desondanks bleef de studio in de film investeren. Verschillende scenarioschrijvers, regisseurs en acteurs werden in de loop der jaren door Disney ingeschakeld of overwogen om aan het project te werken. Onder meer Billy Ray, Andrew Niccol, David Benioff, Brian Helgeland, Jonathan Hensleigh en het duo Stephen J. Rivele en Christopher Wilkinson werkten aan een versie van het script, terwijl Curtis Hanson en Joe Carnahan als regisseur overwogen werden.
Aanvankelijk wilde men de huurmoordenaar en zijn kloon door verschillende acteurs laten vertolken. Zo werden Harrison Ford en Chris O'Donnell voor de twee hoofdrollen overwogen. Omstreeks 2000 werd het project tijdelijk omgedoopt tot Gemini en werd bericht dat er plannen waren om de film in 2002 uit te brengen, met onder meer Jerry Bruckheimer als producent. Ditmaal overwoog men om de hoofdrolspeler met digitale animatie te verjongen. The Secret Lab, een afdeling van Disney die gespecialiseerd was in digitale animatie en speciale effecten, probeerde begin jaren 2000 onder de titel Human Face Project een technologie te ontwikkelen die de studio in staat moest stellen om een jongere, digitale kloon van een acteur te maken. Onder meer Ford, Mel Gibson, Sean Connery, Clint Eastwood en Nicolas Cage werden in deze periode aan de hoofdrol gelinkt. In 2012 onthulde Carnahan dat er ook digitale animatietesten uitgevoerd werden met Jon Voight. Ook Brad Pitt en Tom Cruise werden aan het project gelinkt.
In 2016 werd het project overgenomen door Skydance Media. Een jaar later werd Ang Lee in dienst genomen als regisseur.

### Casting
In april 2017 werd Will Smith gecast als het hoofdpersonage Henry Brogan. Met behulp van motion capture gaf Smith ook gestalte aan Junior, de 23-jarige kloon van zijn personage. In januari 2018 werden Clive Owen en Mary Elizabeth Winstead gecast. Voor de rol die uiteindelijk naar Winstead ging, werd ook actrice Tatiana Maslany overwogen. In februari 2018 raakte ook de casting van Benedict Wong bekend.

### Opnames
De opnames gingen in februari 2018 van start in Glennville (Georgia). Verder vonden er ook opnames plaats in Cartagena (Colombia) en in het Széchenyibad in Boedapest (Hongarije). Net als Ang Lees vorige film, Billy Lynn's Long Halftime Walk (2016), werd Gemini Man opgenomen in een hoge beeldfrequentie van 120 bps.

### Visuele effecten
De visuele effecten werden uitgevoerd door Weta Digital. Voor de film werd Will Smiths hoofdpersonage verjongd door middel van digitale animatie en motion-capture. Voor de scènes waarin hij de jongere kloon vertolkt, werd de acteur in een studio uitgerust met een motion-capturekostuum, referentiepunten op het gelaat en een helmcamera. In de scènes waarin hij het hoofdpersonage Henry Brogan vertolkt, werd een stand-in gebruikt voor de kloon. Het gelaat van de jonge kloon is geen bewerking van het gelaat van de 50-jarige Will Smith (zoals bijvoorbeeld het digitaal wegwerken van rimpels), maar een volledig digitale creatie van Weta, onderbouwd met de gelaatsuitdrukkingen en lichaamsbewegingen van Smith die door middel van motion-capture geregistreerd werden. Oude foto's van de acteur en films als Six Degrees of Separation (1993) en Bad Boys (1995)  werden als voorbeeld gebruikt.

## Release en ontvangst
De film ging op 1 oktober 2019 in première op het filmfestival van Zürich. De Amerikaanse release volgde op 11 oktober 2019. In België en Nederland werd Gemini Man uitgebracht op respectievelijk 9 en 10 oktober 2019. De film werd uitgebracht in 2D, 3D en IMAX.
Hoewel de film werd opgenomen in 3D en met een frequentie van 120 bps en in 4K-resolutie werd de film in de Verenigde Staten nergens uitgebracht volgens die specificaties. Slechts veertien bioscopen brachten de film in 3D en 120 bps uit, maar dan wel in een lagere resolutie van 2K in plaats van 4K. In de meeste bioscopen werd de film vertoond met een frequentie van 60 bps of lager. Slechts in enkele bioscopen in Azië was de film in 3D, 120 bps en 4K te zien.
De film ontving hoofdzakelijk negatieve kritieken op zowel Rotten Tomatoes waar het 25% negatieve reviews ontving, gebaseerd op 275 beoordelingen als op Metacritic waar de film werd beoordeeld met een metascore van 38/100, gebaseerd op 49 critici.

## Trivia
- In een oude versie van het script heette het hoofdpersonage Alexander Kane en had de kloon de codenaam Rye.[5]